# Taraxacum murmanicum
Taraxacum murmanicum là một loài thực vật có hoa trong họ Cúc. Loài này được N.I.Orlova miêu tả khoa học đầu tiên năm 1964.